# Battlefield 2
Battlefield 2 é um jogo eletrônico de tiro em primeira pessoa, desenvolvido pela DICE e publicado pela Electronic Arts para Microsoft Windows em junho de 2005. Apesar do nome, é o terceiro título da franquia Battlefield.

## Jogabilidade

### Veículos
O jogo conta com os seguintes veículos:
- Carros: Podem ser usados para entrar ou sair de combate rapidamente. Os EUA, a China, e a MEC têm modelos diferentes. Quanto maior o veículo, maior a capacidade máxima deste. O motorista é o único que não pode disparar dentro do veículo.
- Tanques: Artilharia pesada básica, excelente para ataques diretos. Utilizam-se de mísseis e metralhadoras. Pode também ir com um passageiro na metralhadora de cima, para ajudar no ataque.
- Tanque Anti Aéreo (AA): Contém grande poder de fogo com a metralhadora e com uma bateria antiaérea embutida. Excelente para derrubar helicópteros ou jatos que não podem escapar ou que estão dando problemas para o seu exército.
- Helicóptero Apache: Ataque aéreo básico, e pode destruir grupos de tropas com boa força. Pode disparar mísseis como piloto, e mísseis guiados por TV como artilheiro, além de uma metralhadora. A única ameaça são as torres antiaéreas.
- Barcos Dinghy: Bom para percorrer longas distâncias pela água. Pode ser usado para entradas discretas em bases inimigas.
- APC: Tanque armado que utiliza-se de mísseis e metralhadoras com maior poder comparadas às do tanque. Tem metralhadoras internas extras, que podem ser usadas pelos passageiros do APC.
- Caça Harrier: Pode ser usado para destruir outros caças ou helicópteros que estejam perturbando seu voo, com mísseis bem-armados, esse caça tem a função de decolagem vertical e pode atacar com mais facilidades alvos terrestres
- Caças: (F15, SU-37 e Rafale) pode assim como o harrier destruir outros caças e helicopteros com misseis e metralhadoras,também usado para abater alvos terrestres além de que o co-piloto pode utilizar misseis guiados por TV para atacar alvos terrestres

### Extras
Os exércitos também podem utilizar-se dos seguintes mecanismos:
- RADAR: Permite aos companheiros ver unidades inimigas quando reportadas aos aliados temporariamente (com o comando "Spotted"). Se a antena estiver destruída este comando estará indisponível.
- UAV: Uma área é escaneada para avistar inimigos. Se o trailer for destruído este comando estará indisponível.
- Artilharia: Úteis para limpar áreas de inimigos. Emboscadas inimigas não serão visíveis no minimapa pelo seu exército.
- Caixas de suprimentos: Depois de solicitada, cairá na posição escolhida uma caixa. Esta pode ser usada para recuperar um veículo aliado próximo, recarregar cartuchos de munição e curar aliados feridos.

## Conteúdo adicional

### Battlefield 2: Special Forces
O primeiro pacote de expansão de Battlefield 2', Special Forces, foi anunciado oficialmente em 14 de julho de 2005, e lançado em 21 de novembro do mesmo ano.

### Battlefield 2: Euro Force
Battlefield 2: Euro Force foi o primeiro booster pack desenvolvido para o jogo, e foi lançado em 14 de março de 2006. O pacote permite o uso de personagens do exército da União Europeia, com novas armas e veículos e diversos países. Com o patch 1.5 do jogo, foi disponibilizado acesso gratuito ao seu conteúdo.

#### Battlefield 2: Armored Fury
Battlefield 2: Armored Fury foi o segundo booster pack, lançado em 6 de junho de 2006.[carece de fontes?] O pacote apresenta a USMC defendendo o solo americano de invasões. Assim como Euro Force, foi disponibilizado via acesso gratuito com o patch 1.5.

## Recepção
Até julho de 2006, Battlefield 2 havia vendido mais de 2.250.000 cópias ao redor do mundo.